# Departamento de Gossas
El Departamento de Gossas es uno de los 45 departamentos de Senegal y uno de los 3 departamentos de la Región de Fatick. Se subdivide en dos distritos. En 2006, su población era de 159.946 habitantes.

## Administración
Su capital es la ciudad de Gossas.
Está compuesto por dos distritos que son:
- Distrito de Colobane
- Distrito de Ouadiour

## Demografía
En el censo de 2002 la población era de 150.279 habitantes. En el año 2005 estaban censadas en el departamento 159.946 personas.